# Michail Matwejewitsch Sokolowski
Michail Matwejewitsch Sokolowski (russisch Михаил Матвеевич Соколовский, Mikhail Sokolovsky; * 1756; † um 1796) war ein russischer Komponist.
Über das Leben Sokolowski ist kaum etwas bekannt. Er ist der Komponist der Oper Müller, Zauberer, Betrüger und Brautwerber (Мельник — колдун, обманщик и сват; Melʹnik-koldun, obmanščik i svat) nach einem Libretto von Alexander Onissimowitsch Ablessimow, die als die erste russische komische Oper gilt. Für das Werk, das im Januar 1779 in Moskau und im Februar in Sankt Petersburg uraufgeführt wurde, verwendete Sokolowski volkstümliche russische Weisen. Die Oper hielt sich bis in das 19. Jahrhundert hinein auf den Spielplänen russischer Opernhäuser.